# A vihar (teleregény)
A vihar (eredeti címén La Tempestad) 2013-as mexikói teleregény, amelyet Humberto "Kico" Olivieri alkotott. A főbb szerepekben William Levy, Ximena Navarrete, Iván Sánchez, César Évora, María Sorté.
Mexikóban a Canal de las Estrellas 2013. május 13-án, Magyarországon az RTL II mutatta be 2013. október 8-án.

## Történet
Marina Reverte menedzserként dolgozik egy szállodában, ahonnan kirúgják, amikor feljelenti a fontos üzletembert, Ernesto Contrerast egy alkalmazottal szembeni szexuális visszaélési kísérlet miatt. A férfi bosszút esküszik a nőn. Mintha ez még nem lenne elég, Marina azt a fájdalmas hírt kapja, hogy édesanyja, Beatriz Reverte olyan betegségben szenved, amely veszélyezteti az egészségét, és arra kényszeríti, hogy állandóan pihenjen, sőt, orvosi tanácsra lakóhelyet is változtasson.
Ugyanekkor Nuestra Señora del Mar városában Damián Fabré, egy jóképű fiatalember, aki a "A vihar" nevű halászhajó kapitánya és tulajdonosa, a Neptuno nevű tengeri konzervgyár számára dolgozik áruszállítással.

## Szereplők
| Színész            | Szereplő                                            | Magyar hang        |
| ------------------ | --------------------------------------------------- | ------------------ |
| Ximena Navarrete   | Marina Reverte Artigas / Magdalena Reverte Artigas  | Kelemen Kata       |
| William Levy       | Damián Fabré Carmona / Michel Fabré Iturralde       | Posta Victor       |
| Iván Sánchez       | Hernán Saldaña                                      | Tokaji Csaba       |
| César Évora        | Fulgencio Salazar                                   | Haás Vander Péter  |
| Nora Salinas       | Rebeca "Becky" Reverte                              | Orosz Anna         |
| Mariana Seoane     | Úrsula Mata                                         | Zsigmond Tamara    |
| María Sorté        | Beatriz vda. de Reverte                             | Zsurzs Kati        |
| Manuel Ojeda       | Ernesto Contreras                                   | Barbinek Péter     |
| Laura Carmine      | Esther "Esthercita" Salazar Mata / Ada de Contreras | Mezei Kitty        |
| Daniela Romo       | Mercedes Artigas                                    | Menszátor Magdolna |
| Alejandro Ibarra   | "Köpcös"                                            | Seszták Szabolcs   |
| Sergio Reynoso     | Robles nyomozó                                      | Forgács Gábor      |
| Alfonso Iturralde  | Tomás Alcántara atya                                | Karsai István      |
| Arturo Carmona     | José Manríquez                                      |                    |
| Sharis Cid         | Candeleria "Candy"                                  | Törtei Tünde       |
| Gilberto de Anda   | Nereo                                               | Incze József       |
| Latin Lover        | Olso                                                | Seszták Szabolcs   |
| Lucero Lander      | Delfina Mata de Salazar                             | Rátonyi Hajni      |
| Luis Manuel Ávila  | Olinto                                              | Vári Attila        |
| Amparo Garrido     | Alicia                                              | Halász Aranka      |
| Fernando Larranaga | Dr. San Miguel                                      | Kajtár Róbert      |
| Malisha Quintana   | Mayuya Canseco                                      | Dögei Éva          |
| Janet Ruiz         | Rosario Alcántara                                   | Molnár Zsuzsa      |
| Fernando Robles    | Lara                                                | Varga Tamás        |
| Francisco Martin   | Lolo                                                | Szokol Péter       |
| Mónica Miguel      | Eusebia                                             | Bessenyei Emma     |
| Amor Flores        | Jazmín "Lucía" Jiménez                              | Csuha Borbála      |
| Enrique Zepeda     | Lázaro Salazar Alcántara                            | Czető Roland       |
| René Casados       | Claudio Salvatore Petrone                           | Megyeri János      |
| Tony Vela          | Macario                                             | Gyurin Zsolt       |

## Nemzetközi bemutató
| Ország                    | Csatorna               | Első rész       | Utolsó rész | Megjegyzés |
| ------------------------- | ---------------------- | --------------- | ----------- | ---------- |
| Mexikó                    | Canal de las Estrellas | 2013. május 13. | Október.27  |            |
| Panama                    | Telemetro Canal 13     | 2013. június 4. |             |            |
| Ecuador                   | Gama TV                |                 |             |            |
| Amerikai Egyesült Államok | Univision              |                 |             |            |
| Salvador                  | Tele 2                 |                 |             |            |
| Venezuela                 | Venevisión             |                 |             |            |
| Peru                      | América Televisión     |                 |             |            |
| Puerto Rico               | Univision Puerto Rico  |                 |             |            |
| Paraguay                  | Telefuturo             |                 |             |            |
| Costa Rica                | Repretel               |                 |             |            |
| Spanyolország             | Nova                   |                 |             |            |
| Chile                     | Mega                   |                 |             |            |

## Fordítás
- Ez a szócikk részben vagy egészben  a   La Tempestad című angol Wikipédia-szócikk fordításán alapul.  Az eredeti cikk szerkesztőit annak laptörténete sorolja fel. Ez a jelzés csupán a megfogalmazás eredetét és a szerzői jogokat jelzi, nem szolgál a cikkben szereplő információk forrásmegjelöléseként.